# Architektursoziologie
Bei der Architektursoziologie handelt es sich um eine spezielle Soziologie, deren Gegenstand die gesellschaftliche Bedeutung der Architektur ist.

## Gegenstände und Aspekte der Architektursoziologie
Die Architektur (und generell die gebaute Umwelt) ist in Bezug auf jede Gesellschaft bedeutsam: sie ist omnipräsent, unentrinnbar, zumeist auf Expressivität und damit auf gesellschaftliche Kommunikation angelegt. Zugleich schafft sie je konkrete, materielle Räume, in denen die sozialen Interaktionen ablaufen, umgibt unseren Körper permanent, evoziert und lenkt seine Bewegungen und Blicke. Architektur wird nicht nur visuell, sondern auch körperlich wahrgenommen; sie hat nicht nur eine Expressivität und Affektivität, sondern ist auch unser alltägliches Lebensmilieu. Sie prägt unsere Raumvorstellungen, hält Generationen und ganze verschwundene Gesellschaften präsent und macht die Subsysteme der Gesellschaft sichtbar. Als Kunst hat sie oft eine besondere Affektivität, eine Faszinationskraft.
In all dem ist sie soziologisch höchst relevant; und all dies gilt für vor- und nichtmoderne (nahezu) ebenso wie für moderne Gesellschaften. Die Architektursoziologie dreht sich um diese gebaute Gestalt der Gesellschaft, um die Architektur in städtebaulichen Dimensionen bis hin zur Innenarchitektur, in historischer oder zeitgenössischer Perspektive.
In einem zweiten Sinn wäre die Architektursoziologie eine Architektensoziologie: ihr geht es eher um den Beruf und das besondere Wissen des Architekten, um Architekturpolitik und Bauwirtschaft.
Die Architektur ist ein komplexer Gegenstand. Entsprechend gibt es verschiedene Aspekte oder verschiedene Subdisziplinen, die sich für die Architektur interessieren; und verschiedene Denkansätze, von denen aus man die Architektur einer Gesellschaft beobachten kann.

## Kultursoziologie
In der Architektursoziologie als Kultursoziologie kommt primär die Phänomenalität des Gebauten in den Blick: oder, mit Simmel gesprochen, die "Haut" der Gesellschaft.
In der Moderne unterscheidet sich die gebaute Gestalt hinsichtlich der sozialen Sphären (Wohnarchitektur; Konsumarchitektur, Mobilitätsarchitektur, politische und religiöse Architektur). Es gibt viele verschiedene Bautypen (Fabriken, Gefängnisse, Theater- und Kinobauten etc.), die je Gegenstände einer architektursoziologischen Beobachtung werden können – z. B. in Hinsicht auf die gesellschaftsdiagnostische Frage, inwiefern eine bestimmte Architektur je einen Aspekt der Struktur dieser Gesellschaft – oder die gesamte Gesellschaftsstruktur wie in der Analyse der höfischen Gesellschaft von Norbert Elias – 'ausdrückt', betont oder überhaupt erst präsent und wirkmächtig macht. 
Die Analyse der je konkreten Architektur hätte dabei an allen Aspekten anzusetzen: nicht nur am Grundriss, sondern auch an der Formensprache, der Dimension, den Materialien, der Bauweise, der Ausstattung und ebenso an den begleitenden Diskursen.

## Klassiker der Architektursoziologie
Solche architektursoziologischen Analysen der gebauten Gestalt der Gesellschaft finden sich – allerdings stets implizit, nicht als solche ausgewiesen – schon bei den Klassikern der Soziologie: unter anderem bei Marcel Mauss (die doppelte Architektur der Eskimos), Walter Benjamin (Passagen als Geburtsstätten der Konsumgesellschaft), Norbert Elias (höfische Wohnstrukturen als Anzeiger der höfischen Gesellschaftsstruktur), Michel Foucault (Gefängnisse und andere Architekturen als Geburtsstätten der Disziplinargesellschaft) sowie bei Ernst Bloch, Siegfried Kracauer, Pierre Bourdieu, Maurice Halbwachs, oder Karel Teige.

## Artefaktsoziologie
Von der Techniksoziologie her gibt es Ansätze zu einer Soziologie der Artefakte, die allerdings zunächst bezogen ist auf technische Dinge, während die Architektur keineswegs in der Technik aufgeht. Die Perspektive einer Architektursoziologie als Artefaktsoziologie wäre die Frage nach der 'Interaktion' zwischen Architektur und Akteur, also die Frage, inwiefern eine ganz konkrete Architektur je bestimmte Handlungsweisen, Bewegungsweisen, Wahrnehmungsweisen nahelegt und ermöglicht, und andere verunmöglicht. Man hätte dann weniger die visuelle Gestalt, als die Konditionierung des Körpers im Blick.

## Raum- und Stadtsoziologie
Der Begriff sozialer Raum wird bei Pierre Bourdieu und anderen Soziologen in einem abstrakteren Sinne gebraucht, wie auch in der Raumsoziologie, die von Georg Simmel begründet wurde. Unter anderem Michel Foucault (andere Räume, Heterotopien), Dieter Läpple, Martina Löw und Markus Schroer haben das Thema der Raumsoziologie aufgegriffen (siehe dort).
Von Georg Simmel aus entfaltet sich auch die Stadtsoziologie, aus dessen Frage nach der spezifischen Lebensweise und Mentalität der Großstädter (Die Großstädte und das Geistesleben, 1903). Die Stadtsoziologie befasst sich seither vor allem mit städtischen Sozialstrukturen (im Gegensatz zur Gemeinde auf dem Land), mit Segregationsprozessen, Verstädterung und Schrumpfung von Städten. Dabei steht die Architektur bislang eher nicht im Vordergrund; vielmehr geht es um soziale Interaktionen in der Stadt. Jüngst entfaltet sich aber gegenüber dieser (das Großstadtleben generell analysierenden) Forschungsrichtung eine Beobachtung der „Differenz der Städte“ (Martina Löw, Helmuth Berking), die auch an deren Architektur anknüpfen wird.

## Berufssoziologie, Intellektuellensoziologie, Soziologie der Utopie
Es geht hier auch um eine Wissens- und eine Intellektuellensoziologie der Architekten. Beim beruflichen Aspekt geht es um die Soziologie des Architekten (Professionssoziologie) als einer kreativen, akademisch institutionalisierten Disziplin (v. a. Florent Champy, Oliver Schmidtke) sowie um Fragen des Status des Architekten in der Gesellschaft.
Ein weiterer Aspekt des komplexen Gegenstandes Architektur ist die Intellektuellensoziologie der Architekten: die Frage, in welcher Rolle sie sich selbst in der Gesellschaft engagieren, und dies vor dem Hintergrund eines veritablen sozialtechnischen Anspruchs, den sie spätestens im 20. Jahrhundert formulieren. Es ging aus der Sicht der Avantgarde um nichts Geringeres als um die Alternative von „Baukunst oder Revolution“ (Le Corbusier, Vers une architecture, 1923): um die Ordnung der Gesellschaft. In Analogie zur wissenssoziologischen Frage nach dem sozialen Standort eines Denkens (Karl Mannheim) und den frei schwebenden Intellektuellen wäre auch für die Architekten die Standortverbundenheit herauszuarbeiten.
Ebenso wären architektonische Utopien zu befragen: auf die historische Einbettung, die Kritik an der Gesellschaft, auf die Lösungsvorschläge, auf die Wirkmächtigkeit.

## Wirtschafts- und politische Soziologie
Die Soziologie hat sich ebenso für Fragen der Baupolitik und der Bauwirtschaft zu interessieren: ist doch der Bausektor von den investierten Mitteln her (neben dem Krieg) nicht nur, aber auch ein Gebiet der „unproduktiven Verausgabung“ (Georges Bataille): staatliche Bauvorhaben sagen als Gesellschaftsprojekte über diese selbst etwas aus.

## Aktuelle Tendenzen und Theorieansätze
Aktuell ist eine explizite Neubegründung der Architektursoziologie, auch mit einem stärkeren soziologietheoretischen, forschungsleitenden Interesse, zu beobachten. 
Aus verschiedenen Theorieansätzen und Interessenschwerpunkten heraus (der multiparadigmatischen Wissenschaft Soziologie entsprechend) werden so verschiedene Sichtweisen auf die Relation von Architektur und Gesellschaft ermöglicht. Es sind mindestens zu nennen: die Gender Studies, der zivilisationstheoretische Ansatz von Norbert Elias, der dispositivtheoretische Ansatz von Michel Foucault, der Ansatz der Kritischen Theorie und des historischen Materialismus, der symbolische Ansatz von Pierre Bourdieu, der Ansatz der Cultural Studies, die Soziale Morphologie (Émile Durkheim, Marcel Mauss, Maurice Halbwachs) oder die Entfaltung der französischen 'Lebenssoziologie' (Deleuze, Castoriadis) für die Architektursoziologie. Eine mögliche Sichtweise ist auch die Philosophische Anthropologie mit ihrer Berücksichtigung des Körpers; eine wieder andere die Systemtheorie im Blick auf die Kommunikationsmedien der Gesellschaft; oder der Ansatz an der symbolischen Interaktion zwischen den sozial handelnden Menschen mittels der Gestaltung von Räumen.

## Forscher
- In Deutschland sind aus einer eher stadtsoziologischen Richtung u. a. Gerhard Grohs, Harald Bodenschatz, Herbert Schubert, Uwe-Jens Walther und Bernhard Schäfers zu nennen; einen Beitrag aus stadtsoziologischer Perspektive lieferte auch Christine Hannemann mit ihrer Arbeit "Die Platte" zum industrialisierten Wohnungsbau in der DDR.
- aus einer eher kultursoziologischen und gesellschaftstheoretischen Richtung forschen u. a. Walter Prigge, Michael Makropoulos, Joachim Fischer, Heike Delitz sowie Thomas Gieryn, Paul Jones und Richard Sennett im angloamerikanischen Raum.
- Davon unterschieden ist der Beitrag der Gender Studies, u. a. von Kerstin Dörhöfer, Ulla Terlinden, Susanne Frank, Katharina Weresch, Barbara Zibell.
- Die systemtheoretische Untersuchung des Architektursystems verfolgt Dirk Baecker.
- Ein Einstieg in die sich gerade erst etablierende Disziplin schlug auch der Berliner Architekturkritiker und Theologe Dieter Hoffmann-Axthelm vor.
- aus raumsoziologischer Perspektive kommen zu architektursoziologischen Analysen Martina Löw, Silke Steets, Markus Schroer.
- Zur Soziologie der Landschaftsarchitektur sind Ulf Jacob und Stefan Kauffmann zu nennen.